# 宮下 (君津市)
宮下（みやのした、みやした）は、千葉県君津市の地名。現行行政地名は宮下1丁目・2丁目および大字宮下。郵便番号は299-1117。

## 地理
市内西部、小糸川の支流である宮下川の流域に位置する。地内北東部は平地で宅地化が進んでいる一方、南西部は山林が多く、合間に田畑が広がっている。
地内北東部の西側が1丁目、東側が2丁目となっており、南西部が大字宮下である。
北で常代、東で六手、東から南にかけて大山野、西で小山野・浜子とそれぞれ接する（いずれも君津市）。

### 河川
- 宮下川

## 歴史

### 沿革
- 江戸時代 - 周淮郡宮下村成立。旗本赤松氏領。
- 1873年（明治6年） - 宮下村、千葉県に所属。
- 1889年（明治22年）4月1日 - 町村制施行により周淮郡周南村大字宮下となる。地内に周南村役場設置。
- 1897年（明治30年）4月1日 - 周南村、郡統合により君津郡所属となる。
- 1954年（昭和29年）3月31日 - 周南村と君津町（初代）・貞元村が合併し君津郡君津町（2代目）が成立、同町の大字となる。
- 1971年（昭和46年）9月1日 - 君津町が市制施行し、君津市となる。
- 1979年（昭和54年）10月1日 - 宮下公園開園[4]。
- 1983年（昭和58年）12月1日 - 一部で住居表示実施[4]、宮下1丁目・2丁目が成立。

## 統計
|           | 世帯数 | 人口  | 地図                               |
| --------- | ------ | ----- | ---------------------------------- |
| 宮下      | 32     | 74    | 北緯35度17分45秒 東経139度55分25秒 |
| 宮下1丁目 | 188    | 425   | 北緯35度17分57秒 東経139度55分39秒 |
| 宮下2丁目 | 281    | 655   | 北緯35度18分6秒 東経139度55分46秒  |
| 計        | 501    | 1,154 |                                    |

1. ↑  君津市地区別世帯数及び人口集計表  （平成30年11月末現在） (PDF)
2. ↑  単位：世帯
3. ↑  単位：人

## 小・中学校の学区
市立小・中学校に通う場合、学区は以下の通りとなる。
| 大字・丁目 | 番地 | 小学校             | 中学校             |
| ---------- | ---- | ------------------ | ------------------ |
| 宮下       | 全域 | 君津市立周南小学校 | 君津市立周南中学校 |
| 宮下1丁目  | 全域 | 君津市立周南小学校 | 君津市立周南中学校 |
| 宮下2丁目  | 全域 | 君津市立周南小学校 | 君津市立周南中学校 |

## 交通
地内を通る鉄道路線および高速道路・国道・県道はない。最寄駅は内房線君津駅・大貫駅。

### バス
- 君津市コミュニティバス
  - 小糸川循環線 君津グラウンドゴルフ場 - 周南小前 - 周南中前 - 宮下 - 常代5丁目 - 常代1丁目 - 君津駅南口 - 君津市役所 - 君津バスターミナル - 常代 - 常代5丁目 - （宮下公園前 - 小糸郵便局前 - 宮下公園前 - ）宮下 - 周南中前 - 周南小前 - 君津グラウンドゴルフ場（循環ルート）

太字が地内に所在する停留所。

## 施設
宮下
- 宮下自治会館
- 遍照寺
- 春日神社

宮下1丁目
- 君津市立周南中学校
- 君津警察署 周南駐在所
- ローソン 君津宮下一丁目店
- 宮下不動尊

宮下2丁目
- 君津市立周南小学校
- 君津市立宮下保育園
- 周南郵便局
- JAきみつ 周南支店
- 宮下公園[7]
- 濱田重工 宮下社宅
- 山九君津支店 宮下社宅